# Будне-Совента
Будне-Совента (пол. Budne-Sowięta) — село в Польщі, у гміні Бараново Остроленцького повіту Мазовецького воєводства.
Населення — 197 осіб (2011).
У 1975-1998 роках село належало до Остроленцького воєводства.

## Демографія
Демографічна структура станом на 31 березня 2011 року:
|          | Загалом | Допрацездатний вік | Працездатний вік | Постпрацездатний вік |
| -------- | ------- | ------------------ | ---------------- | -------------------- |
| Чоловіки | 95      | 19                 | 67               | 9                    |
| Жінки    | 102     | 24                 | 51               | 27                   |
| Разом    | 197     | 43                 | 118              | 36                   |